# تاريخ ازدواجية التوجه الجنسي

علم فخر المزدوجين.

ينقسم تاريخ ازدواجية التوجه الجنسي إلى شقين، تاريخ ما قبل الحداثة والتاريخ المعاصر. يتألف تاريخ ازدواجية الميول الجنسية القديم وتاريخها في العصور الوسطى من حكايات عن السلوكيات الجنسية والعلاقات بين أشخاص من نفس الجنس ومن جنسين مختلفين. ظهر التعريف الحديث لازدواجية الميول الجنسية في القرن التاسع عشر. يُعرَّف مصطلح مزدوج الميول الجنسية على أنه الشخص الذي ينجذب جنسيًا و/ أو عاطفيًا إلى كل من الذكور والإناث، أو كشخص منجذب جنسيًا و/ أو عاطفيًا لأشخاص من أي جنس أو هوية جندرية، والتي يطلق عليها أحيانًا جامعة جنسية.
كان أول استخدام باللغة الإنجليزية لكلمة «مزدوج الميول الجنسية» بمعنى الانجذاب الجنسي لكل من النساء والرجال، بواسطة طبيب الأعصاب الأمريكي تشارلز غيلبرت تشادوك في ترجمته في عام 1892 للطبعة السابعة من عمل كرافت إيبينغ الأساسي «الاعتلال النفسي الجنسي». استُخدم مصطلح «مزدوج الميول الجنسية» قبل كرافت إبينغ، عادةً للإشارة إلى وجود الأنوثة والذكورة معًا، كما هو الحال في النباتات الخنثوية أو أحادية المسكن، أو بمعنى شامل لكل من الذكور والإناث كما هو الحال في التعليم المختلط.
اتضّحت معالم ازدواجية الميول الجنسية كجنسانية مستقلة ابتداءً من سبعينيات القرن العشرين، في الأدب الغربي والأوساط الأكاديمية والحراك الناشط. على الرغم من وجود اندفاع في البحث والحراك الناشط بما يخص ازدواجية الميول الجنسية، إلا أن العديد من العلماء والناشطين يؤكدون أن مزدوجي الميول الجنسية غالبًا ما يُهمَّشون في الأدب والأفلام والأعمال البحثية.
تختلف المواقف المجتمعية تجاه ازدواجية الميول الجنسية عبر الثقافة والتاريخ، ولا يوجد- مع ذلك- دليل جوهري يظهر أن معدل الانجذاب تجاه نفس الجنس قد تفاوت كثيرًا. نظرت الثقافة القديمة وثقافة العصور الوسطى إلى الازدواجية قبل المناقشة المعاصرة للجنسانية باعتبارها مرتبطةً بالهوية الشخصية، على أنها تجربة لكل من العلاقات المثلية والمغايرة. اعتقدت ثقافات اليونان القديمة وروما القديمة أن انخراط الرجال البالغين في علاقات مثلية، طالما أنهم يأخذون دور الإيلاج، مقبول اجتماعيًا.

## التاريخ القديم
إن السؤال حول كيفية تصور الثقافات عبر التاريخ للرغبة والسلوك المزدوج جنسيا بدقة، هو محل جدال. عادة ما تُسجّل العلاقات الجنسية بين الرجال بكثرة مقارنة مع النساء، في الأدب والنصوص التاريخية. سُجّلت أيضًا العلاقات الجنسية بين النساء في الآداب في الصين القديمة.

### اليونان القديمة
احتوت النصوص الدينية اليونانية القديمة، التي تعكس الممارسات الثقافية، مواضيعًا متعلقة بازدواجية الميول الجنسية. اختلفت النصوص الفرعية، من الصوفية إلى التعليمية. بُحث في العلاقات الجنسية بين الأولاد والرجال كجزء من الطقوس في العصر ما قبل اليوناني وأُكّد من قبل العلماء. لم تُسجّل العلاقة الجنسية والرومنسية بين الذكور بشكل صريح في الإلياذة أو الأوديسة.

### روما القديمة
اعتبرت رغبة الرجل الروماني الحرّ في ممارسة الجنس مع كل من شركائه من الإناث والذكور مقبولة اجتماعيًا، طالما أنه يتولى دور الإيلاج. تعتمد أخلاقيات السلوك على المكانة الاجتماعية للشريك، وليس جنسه في حد ذاته. تقبّل المجتمع الرغبة في كل من النساء والشبان، ولكن كان من المفترض أن يتصرف الرجل خارج إطار الزواج وفقًا لرغباته، فقط مع العبيد والمومسات (اللاتي كُنّ غالبًا من العبيد) والمخنثين. لم يحدد الجنس ما إذا كان الشريك الجنسي للرجل مقبولًا، ولكن اعتُبرت ممارسة الجنس مع زوجة رجل حرّ آخر، أو ابنته التي في سن الزواج، أو ابنه القاصر، أو مع الرجل نفسه أمرًا غير أخلاقيًا، إذ كان الاستغلال الجنسي لعبد رجل آخر خاضعًا لإذن المالك. يشير الافتقار إلى ضبط النفس، بما في ذلك ضبط الحياة الجنسية للفرد، إلى أن الرجل غير قادر على التحكم بالآخرين، إذ أن الانغماس المفرط في «المتعة الحسية المنخفضة» يهدد بتقويض هوية الذكر النخبوية كشخص مثقف.

## التاريخ الحديث
استُخدم مصطلح مزدوج الميول الجنسية في اللغة الهولندية لأول مرة في عام 1877 وفقًا لعالم الأنثروبولوجيا الهولندي غيرت هيكما، وذلك للإشارة إلى خنثى كانت حياتها الجنسية كامرأة غيرية ورجل غيري. استُخدم مصطلح ازدواجية الميول الجنسية في وقت لاحق لتمثيل كل من خيار الغرض الجنسي المزدوج والزنمردة.

### النظرية الفرويدية
قدم سيغموند فرويد في عام 1905 نظريته عن التطور النفسي الجنسي في ثلاث مقالات في النظرية الجنسية. جادل في كتابه بأن ازدواجية الميول الجنسية هي التوجه الجنسي الأساسي للبشر. أسس فرويد نظريته على أساس التطور البيولوجي وهو أنه في مرحلة ما قبل الولادة، لا يميز الأطفال بين الجنسين، لكنهم يفترضون أن كلا الوالدين لهما نفس الأعضاء التناسلية والقوى الإنجابية. عندما يصل الأطفال إلى المرحلة القضيبية، إذ تتأكد الهوية الجندرية عند هذه النقطة، تصبح الغيرية الجنسية نتيجةً للكبت. طوّر الأطفال خلال هذه المرحلة- وفقًا لفرويد- عقدة أوديب، المتمثلة في امتلاكهم خيالات جنسية تجاه الأب أو الأم (بشكل معاكس لجنس الطفل)، وكراهية للوالد الآخر (الذي يوافق جنس الطفل)، وتحولت هذه الكراهية إلى انتقال (غير واعي) وتماثل (واعي) مع الوالد المكروه، اللذان قدما نموذجًا لإرضاء الدوافع الجنسية وهددا بإخصاء قدرة الطفل على تهدئة الدوافع الجنسية. اقترح كارل يونغ في عام 1913 عقدة إلكترا، إذ اعتقد أن ازدواجية الميول الجنسية لا تكمن في أصل الحياة النفسية، وأن فرويد لم يقدم وصفًا مناسبًا للطفلة (رفض فرويد هذا الاقتراح).